# Chelipoda shennongana
Chelipoda shennongana är en tvåvingeart som beskrevs av Yang 1990. Chelipoda shennongana ingår i släktet Chelipoda och familjen dansflugor. Inga underarter finns listade i Catalogue of Life.